# Itonama
Itonama je malena izolirana samostalna jezična porodica i indijanski narod iz sjeveroistočne Bolivije, u departmanu Beni u provincijama Itenéz i Mamoré, napose duž rijeke Itonama, pritoke Guaporé. Itoname su sjedilačko i agrikulturno stanovništvo, dobri kanuisti i tkalci pamučnog tekstila.  –Jezik i pleme Itonama jedini su članovi porodice. 1998. bilo ih je (5,090)

## Jezik
Jezik itonama (machoto) govori se u bolivijskoj provinciji Beni od kojih 200 govornika (vidi Sub-tronco Paezano - Lengua Itonama) 

## Život i običaji
Rana populacija Itonama (1700.) iznosila je oko 6,000, a danas između 2,000 i 5,000, od kojih mnogi žive po gradovima Magdalena, San Ramón i Huacaraje. Itoname su u povijesti izgubili mnogo populacije. Godine 1720. mestici su odveli u ropstvo oko 2,000 njihovih članova. Kroz 18. stoljeće mnogi žive na misiji Santa Magdalena. 
Tradicionalno djeca hodaju gola sve do puberteta, nakon čega mlade žene počinju nositi pregače, a muškarci košulje od pamuka ili tape. Žene Itonama poznate su po vještini tkanja pamuka. Oružje muškaraca su luk i strijela, bola i praćka. Po vjeri su animisti i vjeruju da se duhovi mogu vratiti u oblicima kolibrića, leptira ili zmija. Oni mogu zarobiti duši živih ljudi i izazvati bolest ili smrt. 
Današnji Itoname su kršćani i uzgajivači kukuruza, manioke, riže i duhana. 

## Vanjske poveznice
- Itonama
- Itonama